# أندريس جيراردو مندوزا
أندريس جيراردو مندوزا (بالإسبانية: Andrés Gerardo Mendoza)‏ (26 ديسمبر 1995 في المكسيك - ) هو لاعب كرة قدم مكسيكي في مركز الوسط.